# Rho2 Cancri
Título a ser usado para criar uma ligação interna é Rho2 Cancri.
Rho2 Cancri (58 Cancri) é uma estrela na direção da constelação de Cancer. Possui uma ascensão reta de 08h 55m 39.69s e uma declinação de +27° 55′ 39.2″. Sua magnitude aparente é igual a 5.23. Considerando sua distância de 574 anos-luz em relação à Terra, sua magnitude absoluta é igual a −1.00. Pertence à classe espectral G8II-III.